# Aquillayo
Aquillayo es una localidad perteneciente a la provincia peruana de Carlos Fermín Fitzcarrald, ubicada en el Departamento de Ancash. Se localiza a 3.000 msnm a inmediaciones de la ruta regional AN-107 que comunica Chacas con San Luis.
Los centros poblados cercanos son Colcabamba, Taulli, Aquillayo. y Acochaca en Asunción.